# Rosa tomentosa
Espèce
Rosa tomentosa est une espèce de plantes à fleurs de la famille des Rosaceae. C'est un rosier appartenant à la section des Caninae, originaire de toute l'Europe sauf le grand Nord.
Il est cultivé depuis 1820.

## Description
C'est un arbrisseau épineux de 2 mètres de haut, caractérisé par ses rameaux en zigzag munis d'aiguillons.
Les feuilles imparipennées, d'un vert foncé, comptent de 5 à 7 folioles.
Les fleurs, de 4 cm de diamètre, varient du rose clair au blanc, elles éclosent en juin  - juillet.
Elles donnent des fruits, des cynorrhodons ronds, d'un diamètre de 1 à 2 cm, de couleur  rouge

## Cultivar
Rosa tomentosa 'Cinerascens' au feuillage gris clair.

## Statut
Rosa tomentosa est protégé dans le Nord-Pas-de-Calais. Le Conservatoire botanique national de Bailleul souligne les menaces de destruction de ses habitats et la nécessité de les protéger.